# Flughafen Tehuacán

i8
i11
i13
Der Flughafen Tehuacán (spanisch Aeropuerto Nacional de Tehuacán, IATA-Code: TCN, ICAO-Code: MMHC) ist ein nationaler Flughafen bei der Großstadt Tehuacán im Bundesstaat Puebla im Zentrum Mexikos.

## Lage
Der Flughafen Tehuacán liegt nur etwa 4 km nordwestlich der Stadt Tehuacán und etwa 200 km (Luftlinie) südöstlich von Mexiko-Stadt in einer Höhe von ca. 1680 m.

## Flugverbindungen
Derzeit werden keine Flüge abgefertigt.

## Passagierzahlen
In den Jahren 2006 bis 2019 wurden jeweils zwischen 3.000 und 4.000 Passagiere abgefertigt. Danach erfolgte ein deutlicher Rückgang wegen der COVID-19-Pandemie.